# Dystrofin

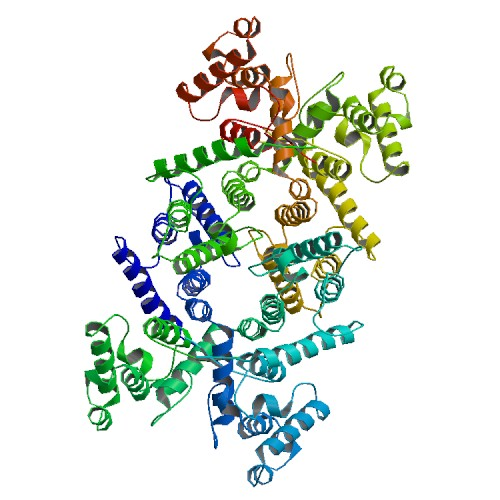
Dystrofin - struktura proteinu

Dystrofin je protein přítomný v malém množství v normální kosterní a srdeční svalové tkáni, ale chybějící u nemocných s Duchenneovou muskulární dystrofií a dalšími genetickými onemocněními (jako je Beckerova muskulární dystrofie nebo dilatační kardiomyopatie).

## Gen
Gen pro dystrofin sídlí u člověka na chromozomu X a jeho dědičnost tedy podléhá vazbě na pohlaví. Je zajímavý tím, že tento gen je největším lidským genem vůbec – má od začátku ke konci 2,4 milionu párů bází. Jeho transkripce trvá odhadem 16 hodin. Obsahuje 79 exonů, které jsou v procesu zrání RNA pospojovány do jediného funkčního mRNA produktu, jenž je následně překládán v protein.

## Funkce
Dystrofin se vyskytuje na vnitřní straně cytoplazmatické membrány svalových buněk (myocytů). Váže se na další proteiny přítomné v této oblasti, jako je dystroglykan, syntrofin a zejména aktinová mikrofilamenta. Zřejmě zprostředkovává vazbu mezi vnitrobuněčným a mimobuněčným prostředím tím, že vytváří spojení mezi aktinovým cytoskeletem a proteiny extracelulární matrix a umožňuje jejich komunikaci.
Mutace (konkrétně delece) v genu pro dystrofin způsobuje snížení množství dystrofinu v tkáni a poškozuje schopnost svalu provádět z blíže nespecifikovaných důvodů svalový stah. Projevem této poruchy je obvykle určitá forma dystrofie, postupující a obvykle fatální svalové slabosti. Satelitní buňky totiž nejsou schopné zabránit poškozování svalu (nestíhají regenerovat) a dochází k jeho náhradě pojivovou tkání.